# 6225 Hiroko
6225 Hiroko è un asteroide della fascia principale. Scoperto nel 1981, presenta un'orbita caratterizzata da un semiasse maggiore pari a 2,2112009 UA e da un'eccentricità di 0,0330760, inclinata di 5,34249° rispetto all'eclittica.